# فرانچیشک اسموگلویچ

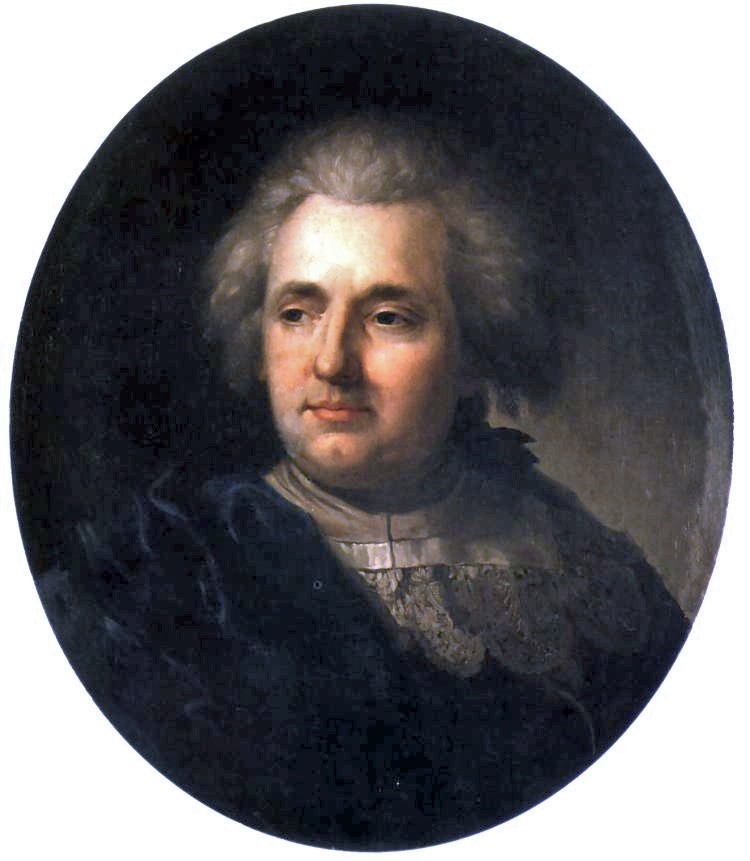
تصویر فرانچیشک اسموگلویچ توسط شاگردش یوزف پشکا.

فرانچیشک اسموگلویچ (به انگلیسی: Franciszek Smuglewicz) (لیتوانیایی: Pranciškus Smuglevičius; زاده ۶ اکتبر ۱۷۴۵–۱۸ سپتامبر ۱۸۰۷) طراح و نقاش لهستانی-لیتوانیایی بود. وی از نسل هنر لیتوانیایی در دوران مدرن محسوب می‌شود. او پیش از تاریخ گرایی در نقاشی لهستانی بود. وی همچنین بنیانگذار مکتب هنری ویلنیوس بود، برجسته‌ترین شاگردان وی یان روستم، یان کریستوف دامل، گاسپار بوروفسکی و جوزف اولشکیویچ بودند. پدرش لوکاس اسموگلویچ و برادرش آنتونی نیز نقاش بودند.

## زندگی‌نامه
فرانچیشک اسموگلویچ فرزند لوکاس اسموگلویچ، که او نیز یک نقاش بود در ورشو متولد شد.مادر وی، رجینا اولسیسکا، خواهرزاده نقاش شمون چکوویچ بود. او اولین گام‌های خود را به عنوان یک نقاش در کارگاه مشترک پدر و چکوویچ در ورشو برداشت. در سال ۱۷۶۳ فرانچیشک به رم سفر کرد و در آنجا تحصیلات هنرهای زیبا را با مربیگری آنتون فون مارون آغاز کرد. وی ۲۱ سال در رم ماند و در آنجا سبک نئو کلاسیک را پذیرفت.
در سال ۱۷۶۵ او از پادشاه لهستان استانیسلاو آگوست پونیاتوفسکیی بورس تحصیلی دریافت کرد و در آکادمی سنت لوکاس پذیرفته شد. وی به عنوان همکار وینچنزو برنا در فهرست نویسی مصنوعات از Nero's Domus Aurea شرکت کرد. در سال ۱۷۸۴ به ورشو بازگشت و در آنجا مدرسه هنرهای زیبا، یکی از پیشینیان آکادمی هنرهای زیبای ورشو را تأسیس کرد.
در سال ۱۷۹۷ به ویلنیوس نقل مکان کرد و در آنجا بنیانگذار و اولین شماس مؤسسه طرح و نقاشی در دانشگاه ویلنیوس شد.
وی در سال ۱۸۰۱ نقاشی‌های سقفی تمثیلی را برای تزار پاول یکم در کاخ شاهنشاهی جدید خود، قلعه میخائیلوفسکی، در سن پترزبورگ نقاشی کرد که توسط برنا نیز طراحی شده‌است.
اسموگلویچ، مربی نسل نقاشان لهستانی-لیتوانیایی، در سال‌های آخر، زندگی خود را وقف نقاشی‌های تاریخی کرد. وی ایده‌ها و دیدگاه‌های کلاسیک مربوط به کلاسیسیسم روشن را به لیتوانی آورد. او زندگی روزمره و معماری ویلنیوس را به روشی واقع گرایانه نقاشی می‌کرد. آثار وی به بازسازی مداوم کاخ سلطنتی لیتوانی در ویلنیوس کمک کرد.

## نگارخانه

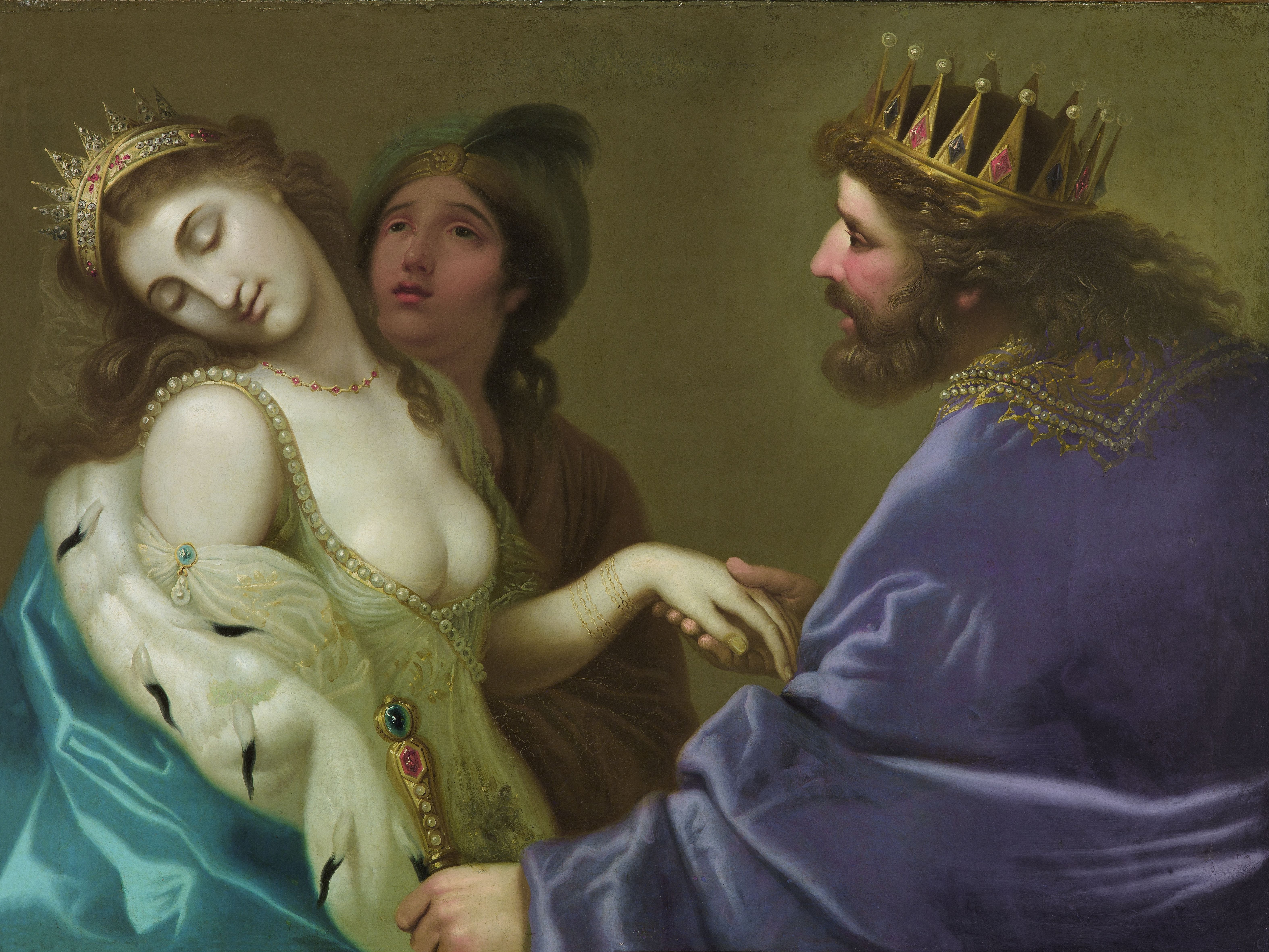
اَستر در برابر اَحَشْوِروش
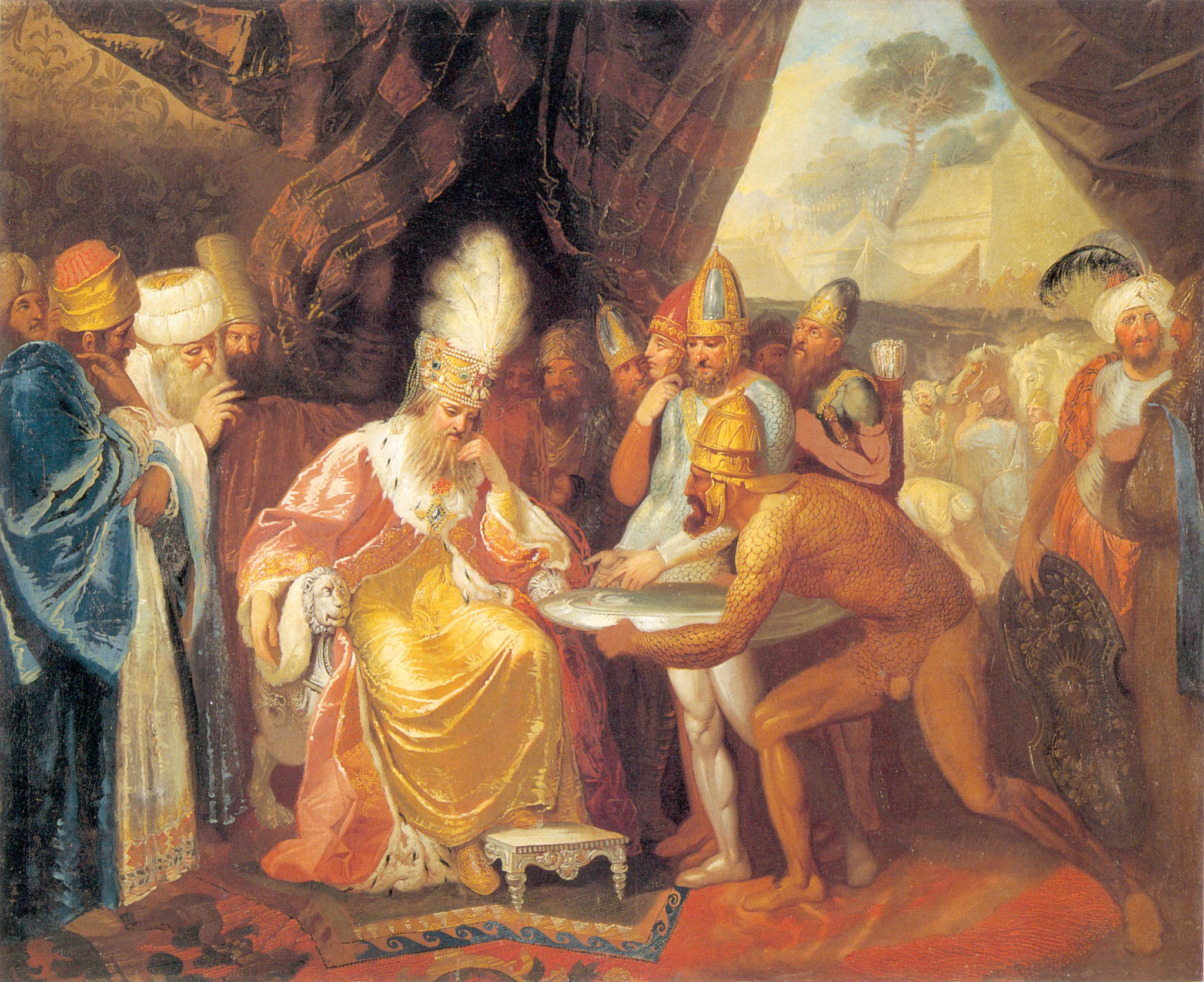
ملاقات سکاها با داریوش بزرگ, ۱۷۸۵
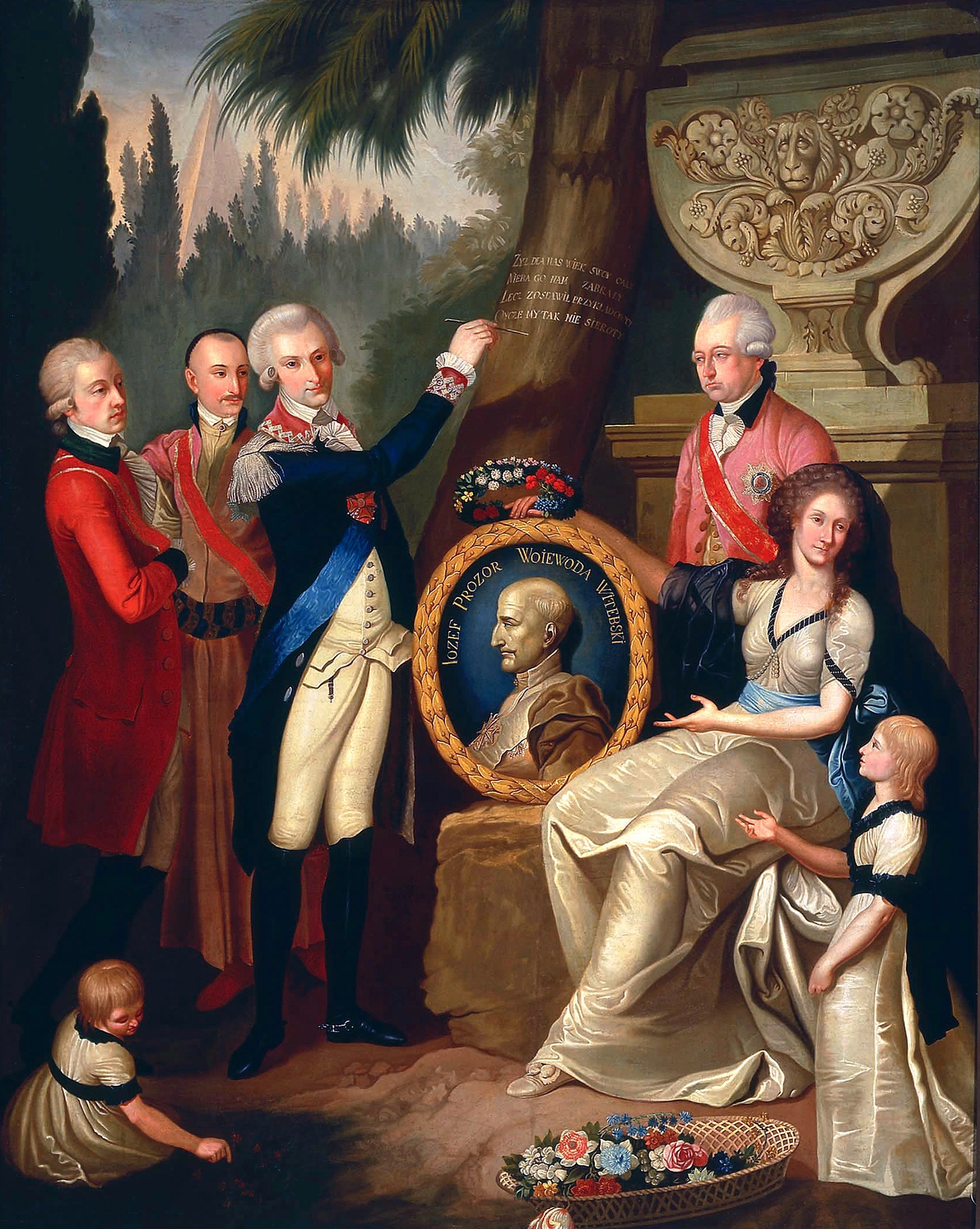
پرتره از خانواده پروزور ، ۱۷۸۹ ، موزه ملی ورشو
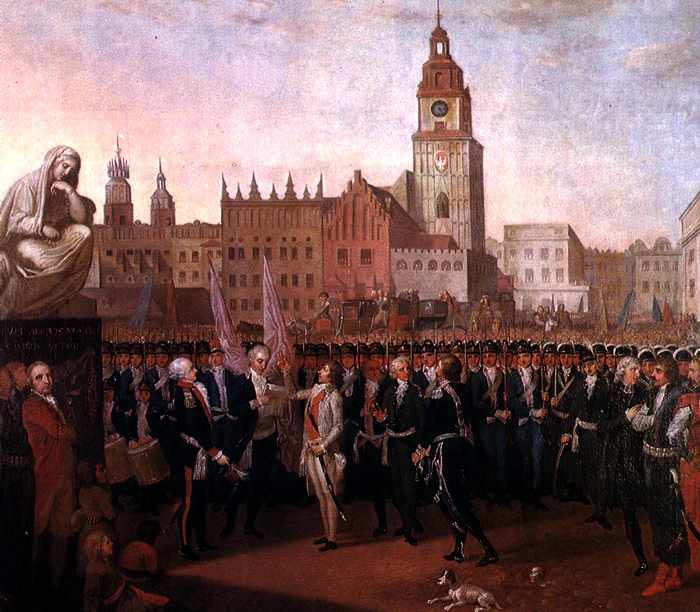
"سوگند خوردن تادئوش کوشچیوشکو", ۱۷۹۷
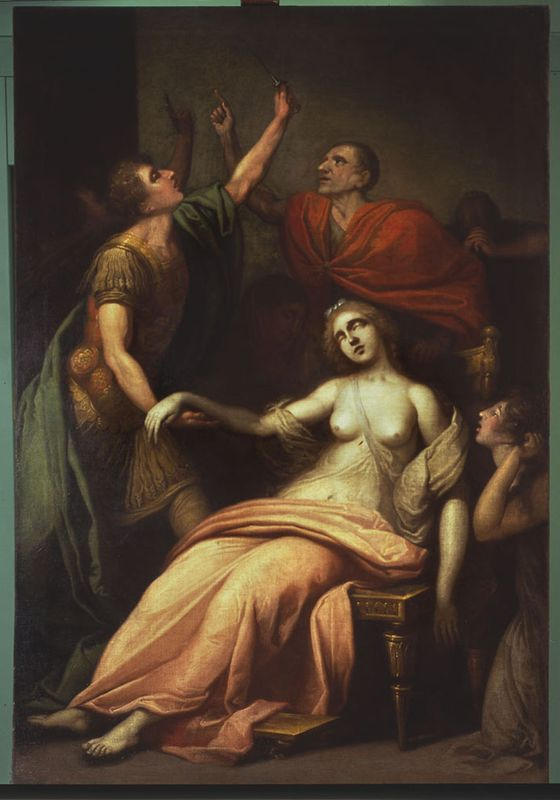
لوکرتیا پس از تجاوز سکستوس تارکوئینیوس به او خودکشی می‌کند و همسر و پدرش ــ به تحریک بروتوس ــ سوگند انتقام‌گیری یاد می‌کنند.